# Ura
Ura là một thị trấn thuộc hạt Szabolcs-Szatmár-Bereg, Hungary. Thị trấn này có diện tích 32,34 km², dân số năm 2010 là 638 người, mật độ 20 người/km².